# Olympische Sommerspiele 2020/Leichtathletik – Weitsprung (Frauen)
Der Weitsprungwettkampf der Frauen bei den Olympischen Spielen 2020 in Tokio fand am 1. und 3. August 2021 im neuerbauten Nationalstadion statt.
Olympiasiegerin wurde die Deutsche Malaika Mihambo. Silber gewann die US-Amerikanerin Brittney Reese, Bronze ging an die Nigerianerin Ese Brume.

## Titelträgerinnen
| Olympiasiegerin                         | Tianna Bartoletta ( USA)          | 7,17 m | Rio de Janeiro 2016 |
| Weltmeisterin                           | Malaika Mihambo ( Deutschland)    | 7,30 m | Doha 2019           |
| Europameisterin                         | Malaika Mihambo ( Deutschland)    | 6,75 m | Berlin 2018         |
| Nord-/Zentralamerika-/Karibik-Meisterin | Sha'Keela Saunders ( USA)         | 6,60 m | Toronto 2018        |
| Südamerika-Meisterin                    | Eliane Martins ( Brasilien)       | 6,71 m | Lima 2019           |
| Asienmeisterin                          | Lu Minjia ( Volksrepublik China)  | 6,38 m | Doha 2019           |
| Afrikameisterin                         | Ese Brume ( Nigeria)              | 6,83 m | Asaba 2018          |
| Ozeanienmeisterin                       | Rellie Kaputin ( Papua-Neuguinea) | 6,50 m | Townsville 2019     |

## Bestehende Rekorde
| Weltrekord         | Galina Tschistjakowa ( Sowjetunion) | 7,52 m | Zürich, Schweiz           | 11. Juni 1988      |
| Olympischer Rekord | Jackie Joyner-Kersee ( USA)         | 7,40 m | Finale OS Seoul, Südkorea | 19. September 1988 |

Der bestehende olympische Rekord wurde bei diesen Spielen nicht erreicht. Die größte Weite von 7,00 m erzielten die deutsche Olympiasiegerin Malaika Mihambo (sechster Durchgang des Finales am 3. August bei einem Rückenwind von 0,1 m/s) und die spätere Olympiavierte Ivana Španović aus Serbien (zweiter Durchgang der Qualifikation am 1. August bei einem Rückenwind von 0,1 m/s). Damit verfehlten die beiden Athletinnen den olympischen Rekord um jeweils vierzig Zentimeter. Zum Weltrekord fehlten ihnen jeweils 52 Zentimeter.

## Legende
Kurze Übersicht zur Bedeutung der Symbolik – so üblicherweise auch in sonstigen Veröffentlichungen verwendet:
| – | verzichtet |
| x | ungültig   |

## Ergebnisse

### Qualifikation
1. August 2021, Start: 9:50 Uhr (2:50 Uhr MESZ)
Die Athletinnen traten zu einer Qualifikationsrunde in zwei Gruppen an. Drei Springerinnen (hellblau unterlegt) übertrafen die Qualifikationsweite für den direkten Finaleinzug von 6,75 m. Damit war die Mindestanzahl von zwölf Finalteilnehmerinnen nicht erreicht. So wurde das Finalfeld mit den neun nächstbesten Springerinnen beider Gruppen (hellgrün unterlegt) auf zwölf Wettbewerberinnen aufgefüllt. Für die Finalteilnahme waren schließlich 6,60 m zu erbringen.

#### Gruppe A
| Platz | Name                    | Nation              | 1. Versuch Wind (m/s) | 2. Versuch Wind (m/s) | 3. Versuch Wind (m/s) | Resultat (m) | Anmerkung |
| 1     | Brittney Reese          | USA                 | 6,52 / −0,4           | 6,86 / +0,3           | –                     | 6,86         |           |
| 2     | Tara Davis              | USA                 | 6,85 / +0,6           | –                     | –                     | 6,85         |           |
| 3     | Khaddi Sagnia           | Schweden            | 6,76 / −0,1           | –                     | –                     | 6,76         |           |
| 4     | Abigail Irozuru         | Großbritannien      | 6,39 / +0,6           | 6,65 / +0,8           | 6,75 / +0,3           | 6,75         | SB        |
| 5     | Tyra Gittens            | Trinidad und Tobago | 6,12 / +0,1           | 6,72 / +0,5           | 6,34 / +0,1           | 6,72         |           |
| 6     | Maryna Bech-Romantschuk | Ukraine             | 6,71 / ±0,0           | x                     | x                     | 6,71         |           |
| 7     | Jazmin Sawyers          | Großbritannien      | 6,55 / −0,3           | x                     | 6,62 / −0,5           | 6,62         |           |
| 8     | Brooke Stratton         | Australien          | 6,60 / −0,7           | 6,44 / +0,8           | 6,32 / +0,5           | 6,60         |           |
| 9     | Maryse Luzolo           | Deutschland         | 6,54 / +0,1           | x                     | 6,38 / +0,5           | 6,54         |           |
| 10    | Alina Rotaru-Kottmann   | Rumänien            | 6,46 / +0,1           | 6,47 / −0,2           | 6,51 / +0,3           | 6,51         |           |
| 11    | Rellie Kaputin          | Papua-Neuguinea     | x                     | 6,30 / +0,8           | 6,40 / −0,4           | 6,40         |           |
| 12    | Christabel Nettey       | Kanada              | 6,18 / +0,4           | 6,23 / +0,3           | 6,29 / +0,1           | 6,29         |           |
| 13    | Chanice Porter          | Jamaika             | x                     | 6,13 / −0,2           | 6,22 / +0,8           | 6,22         |           |
| 14    | Natalie Aranda          | Panama              | 5,98 / ±0,0           | 6,12 / +0,9           | x                     | 6,12         |           |
| NMW   | Darja Klischina         | ROC                 | x                     | x                     | x                     | ogV          |           |

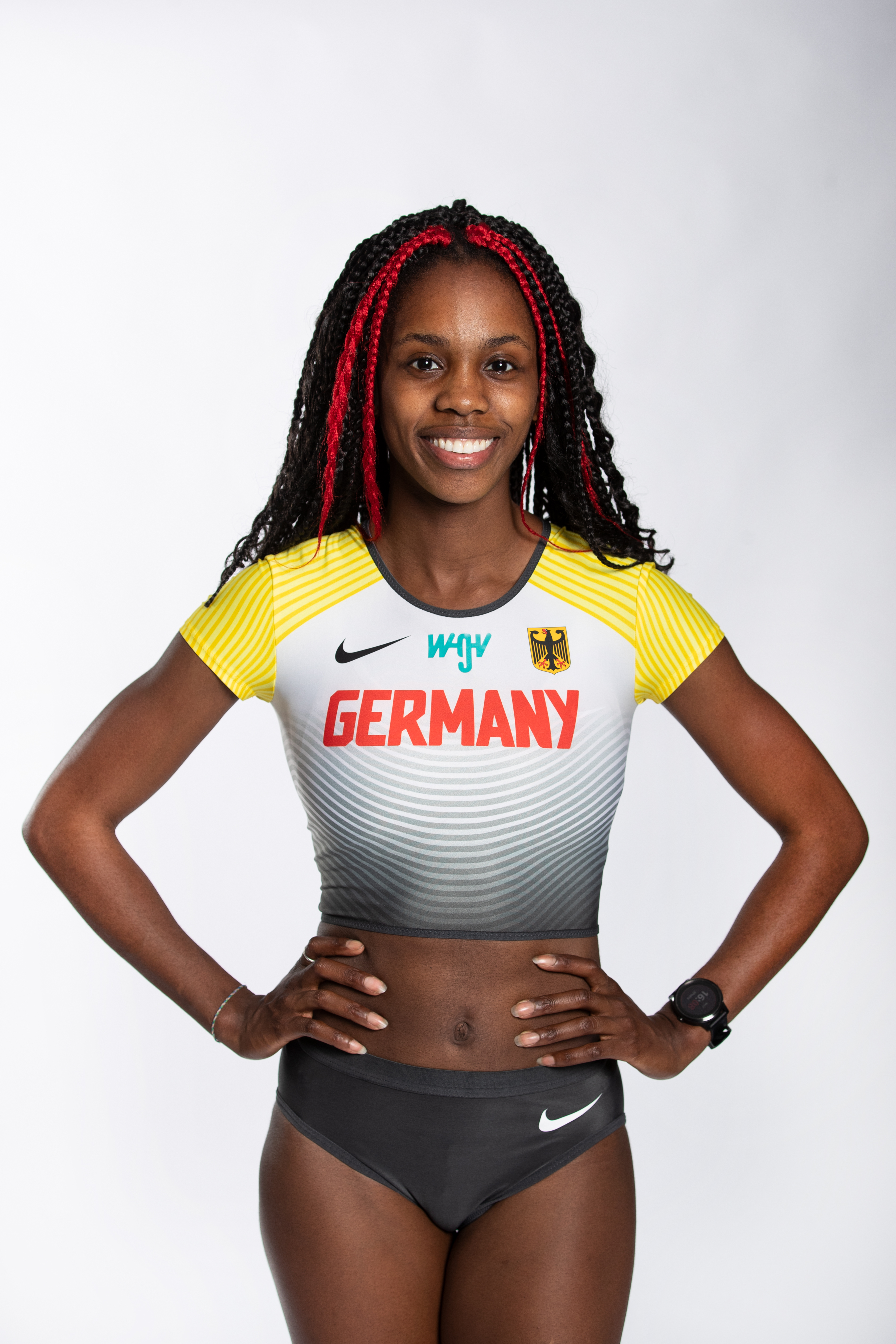
Maryse Luzolo – ausgeschieden mit 6,54 m

Weitere in Qualifikationsgruppe A ausgeschiedene Weitspringerinnen:

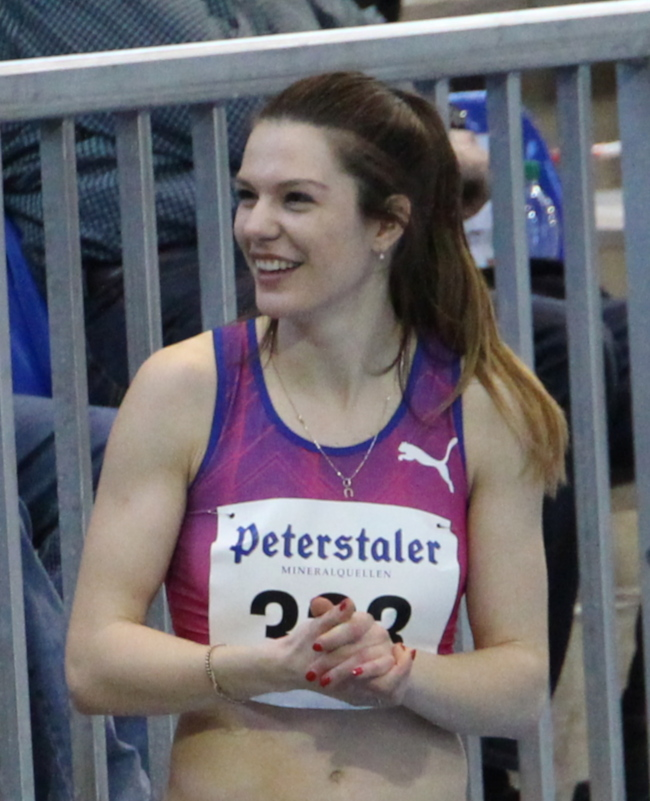
Alina Rotaru-Kottmann – 6,51 m
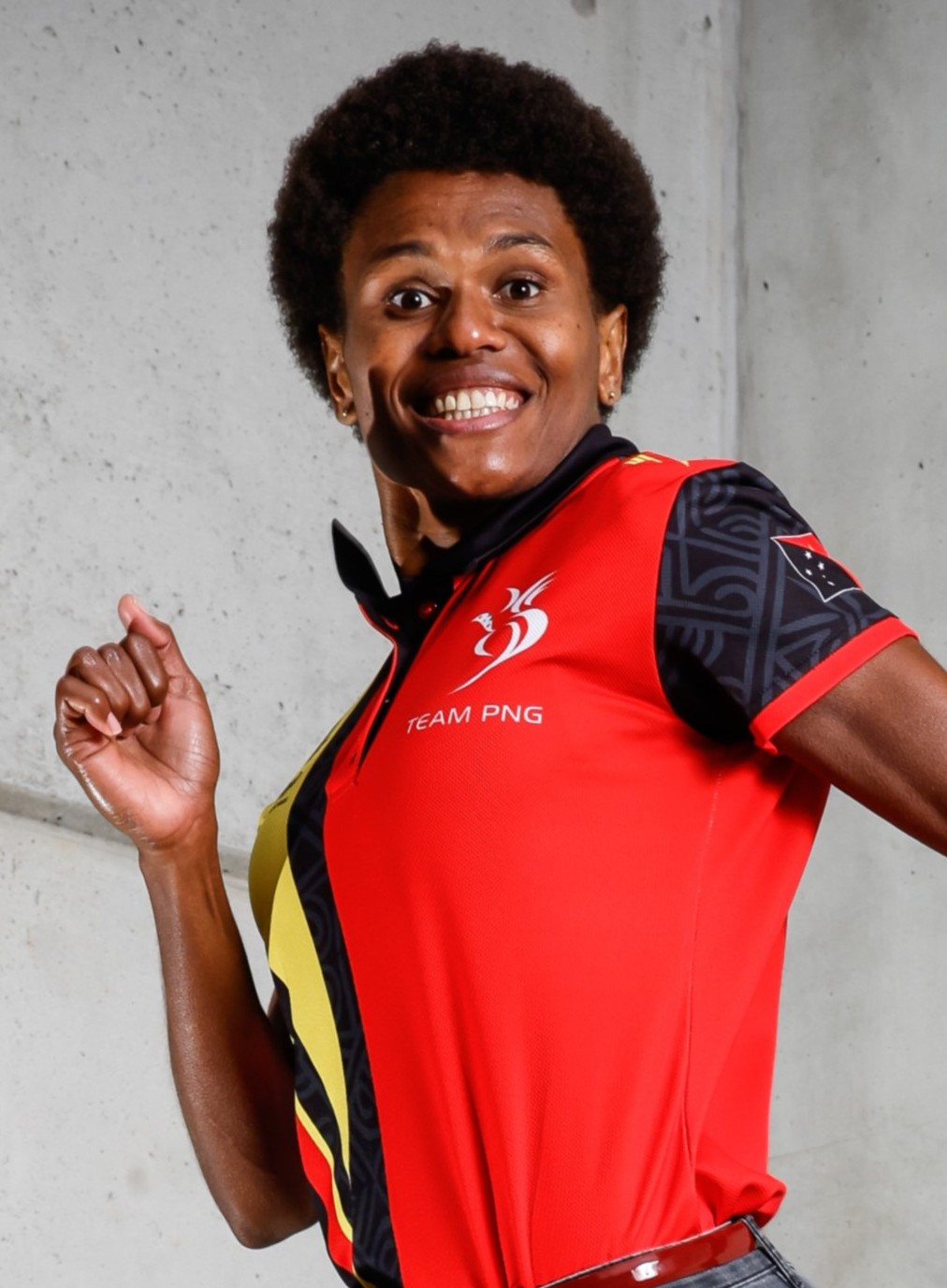
Rellie Kaputin – 6,40 m
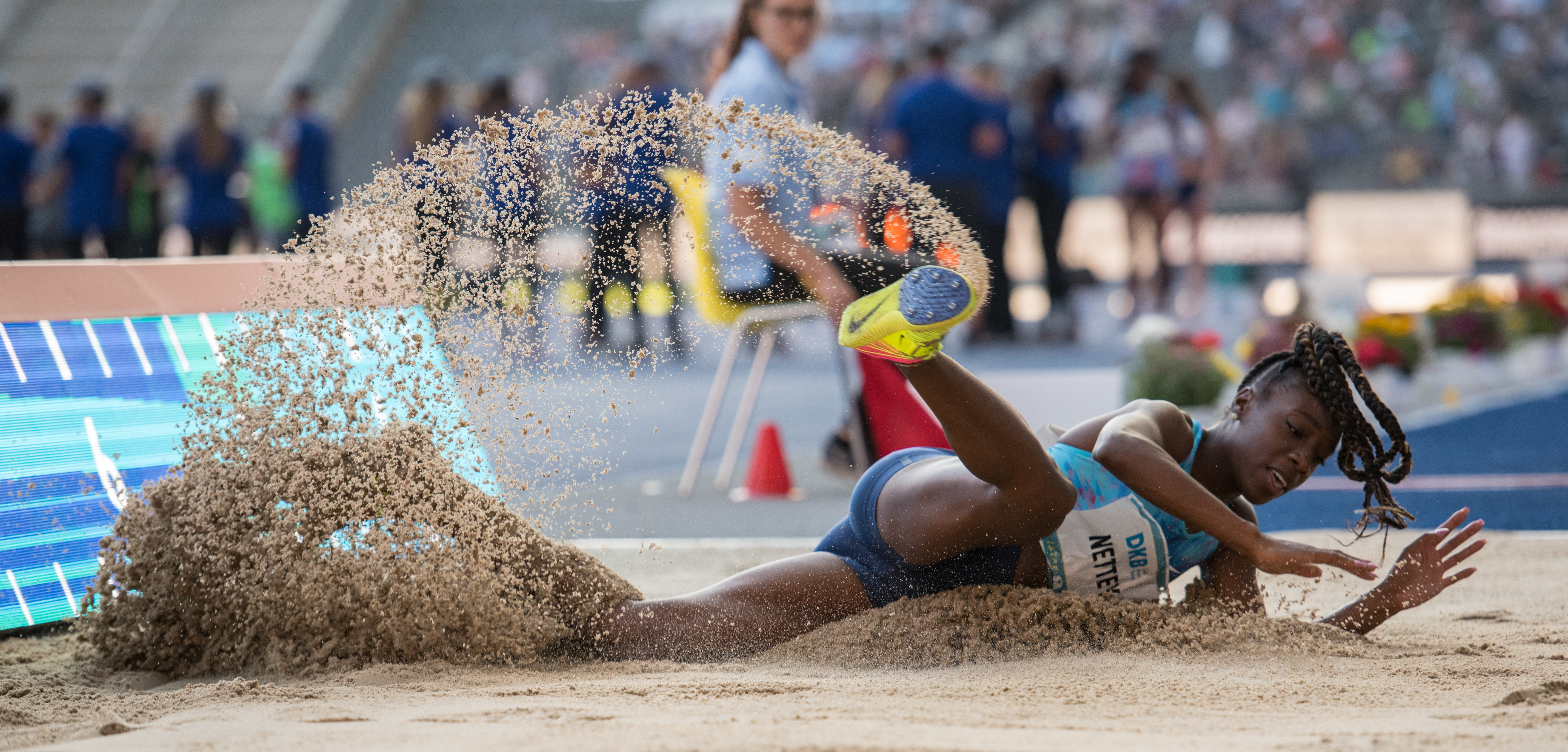
Christabel Nettey – 6,29 m
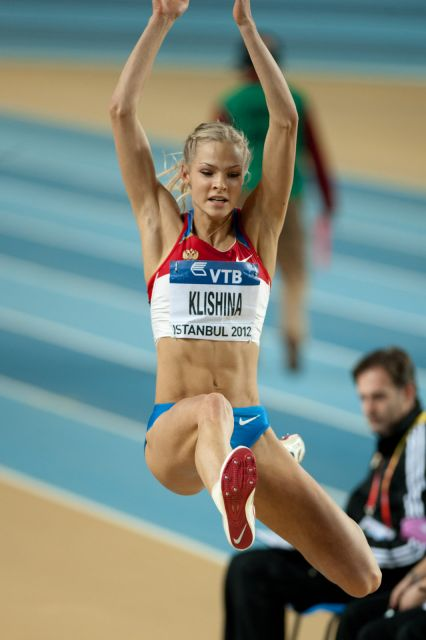
Darja Klischina – kein gültiger Sprung

#### Gruppe B

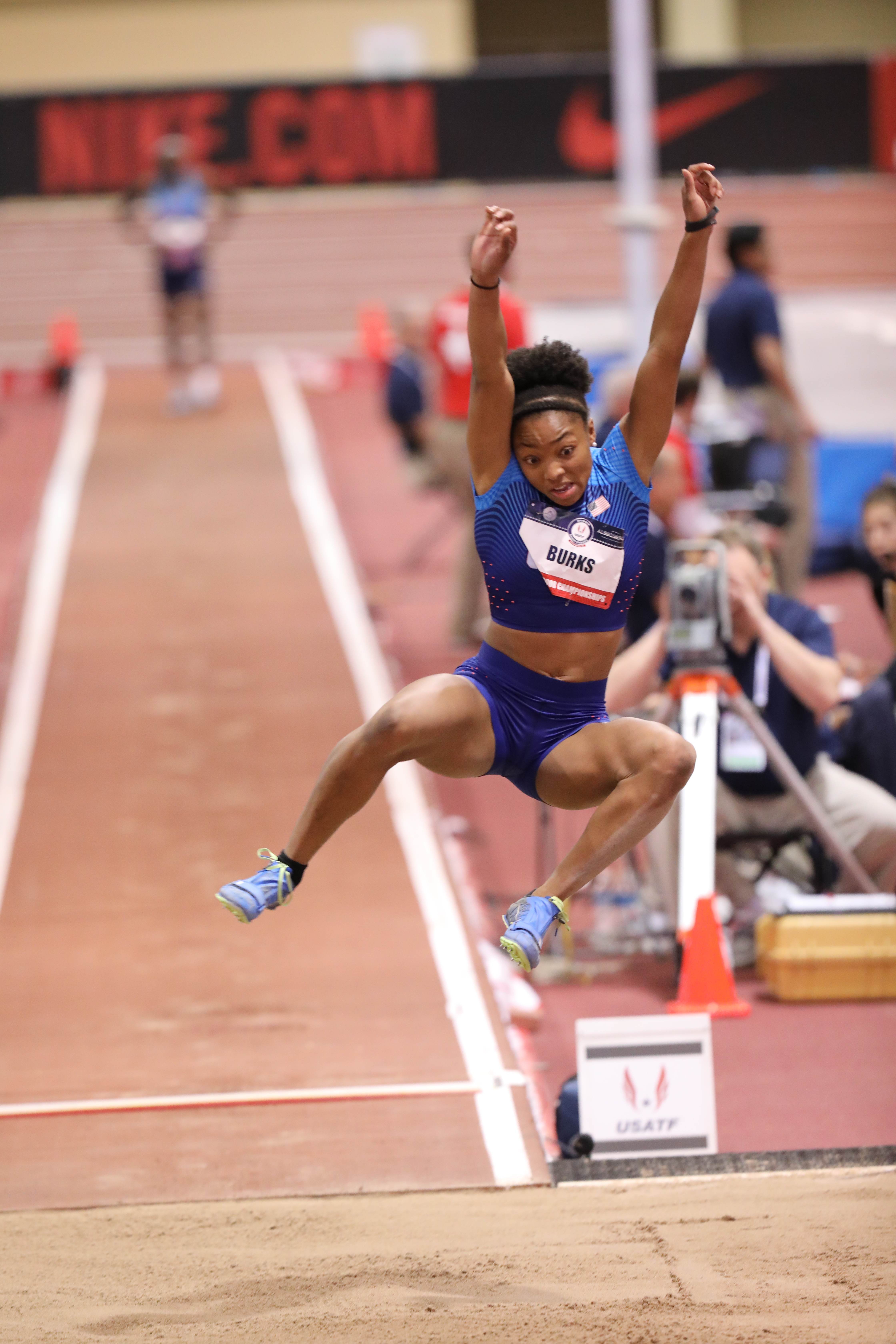
Quanesha Burks – ausgeschieden mit 6,56 m
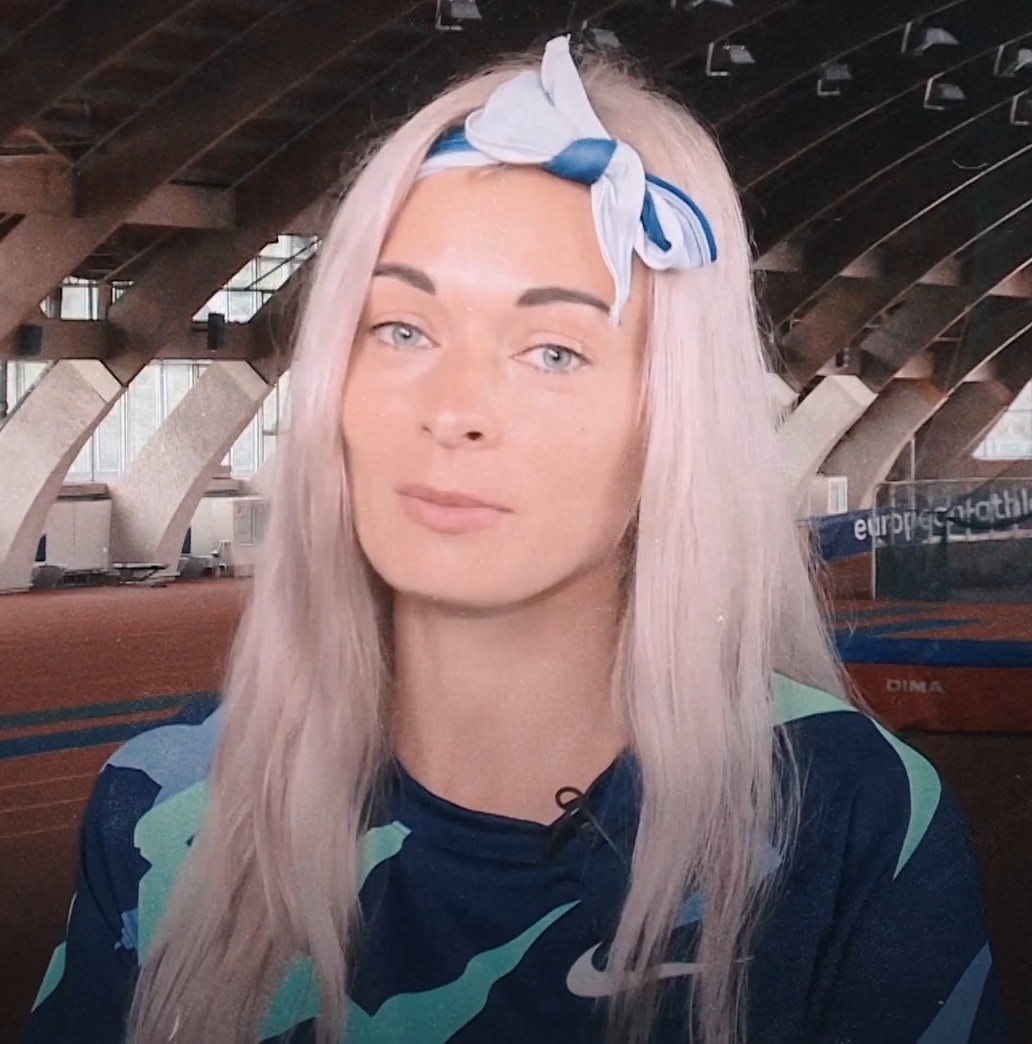
Nastassja Mirontschyk-Iwanowa – ausgeschieden mit 6,55 m

| Platz | Name                          | Nation                   | 1. Versuch Wind (m/s) | 2. Versuch Wind (m/s) | 3. Versuch Wind (m/s) | Resultat (m) | Anmerkung |
| 1     | Ivana Španović                | Serbien                  | x                     | 7,00 / +0,1           | –                     | 7,00         | SB        |
| 2     | Malaika Mihambo               | Deutschland              | 6,64 / −0,5           | 6,56 / ±0,0           | 6,98 / +0,1           | 6,98         | SB        |
| 3     | Chantel Malone                | Britische Jungferninseln | x                     | 6,44 / −0,1           | 6,82 / −0,6           | 6,82         |           |
| 4     | Ese Brume                     | Nigeria                  | 6,68 / +0,2           | 6,55 / −0,1           | 6,76 / +0,3           | 6,76         |           |
| 5     | Quanesha Burks                | USA                      | 6,04 / −0,3           | 6,56 / +0,3           | 6,18 / ±0,0           | 6,56         |           |
| 7     | Nastassja Mirontschyk-Iwanowa | Belarus                  | 6,21 / −0,8           | 6,39 / −0,2           | 6,55 / +0,3           | 6,55         |           |
| 8     | Anasztázia Nguyen             | Ungarn                   | x                     | 6,52 / +0,2           | x                     | 6,52         |           |
| 9     | Eliane Martins                | Brasilien                | x                     | 6,43 / −0,3           | 6,38 / ±0,0           | 6,43         |           |
| 10    | Florentina Iușco              | Rumänien                 | 6,19 / +0,5           | x                     | 6,36 / +0,2           | 6,36         |           |
| 11    | Fátima Diame                  | Spanien                  | x                     | 6,27 / −0,3           | 6,32 / −0,6           | 6,32         |           |
| 12    | Yanis David                   | Frankreich               | 6,27 / −0,4           | 6,10 / −0,4           | 6,26 / −0,3           | 6,27         |           |
| 13    | Tissanna Hickling             | Jamaika                  | 6,17 / +0,2           | x                     | 6,19 / +0,3           | 6,19         |           |
| 14    | Darya Reznichenko             | Usbekistan               | 5,92 / ±0,0           | 5,94 / +0,1           | 6,19 / −0,1           | 6,19         |           |
| 15    | Lorraine Ugen                 | Großbritannien           | 6,05 / −0,5           | x                     | x                     | 6,05         |           |
| NMW   | Ksenija Balta                 | Estland                  | x                     | –                     | –                     | ogV          |           |

Weitere in Qualifikationsgruppe B ausgeschiedene Weitspringerinnen:

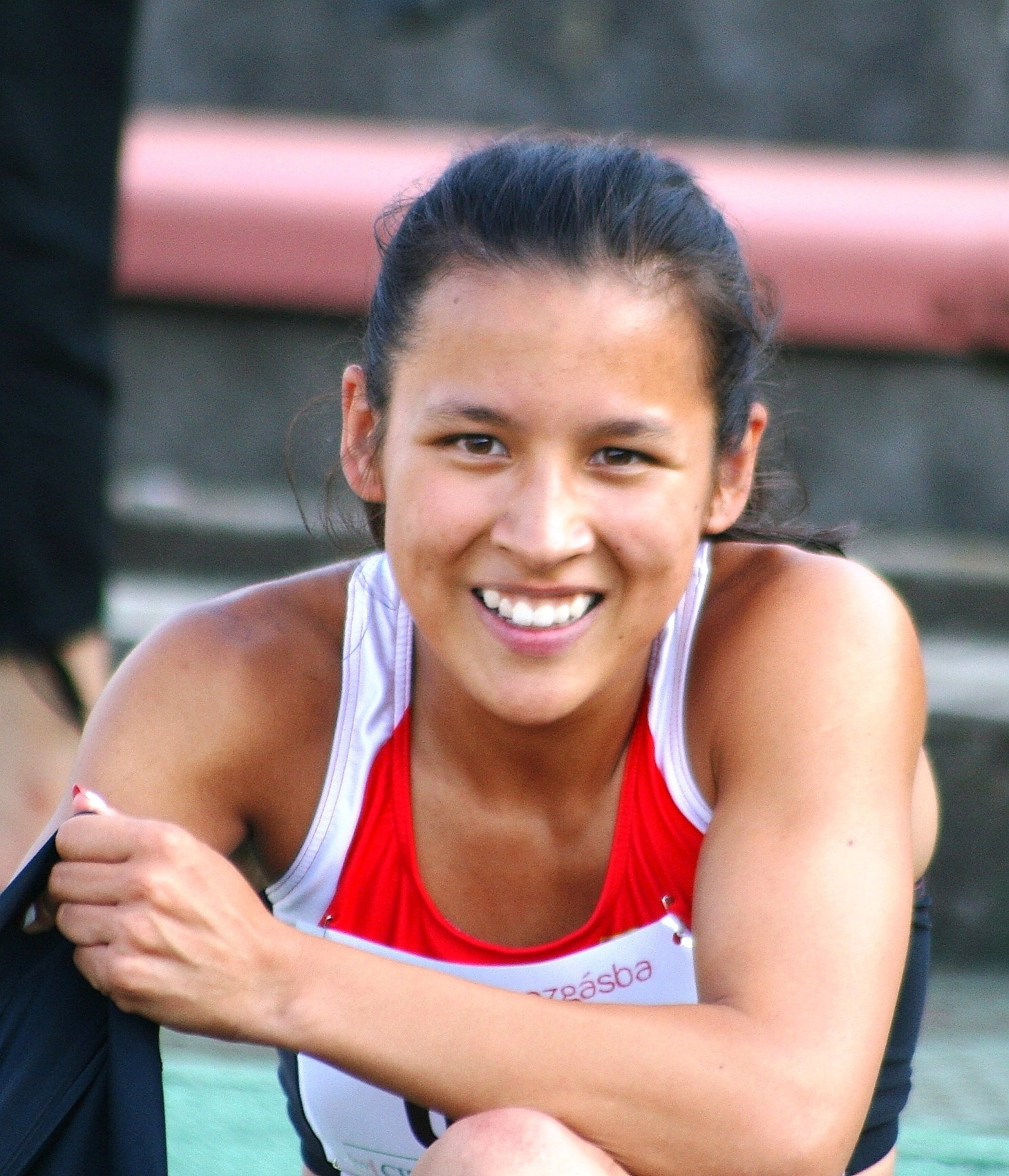
Anasztázia Nguyen – 6,52 m
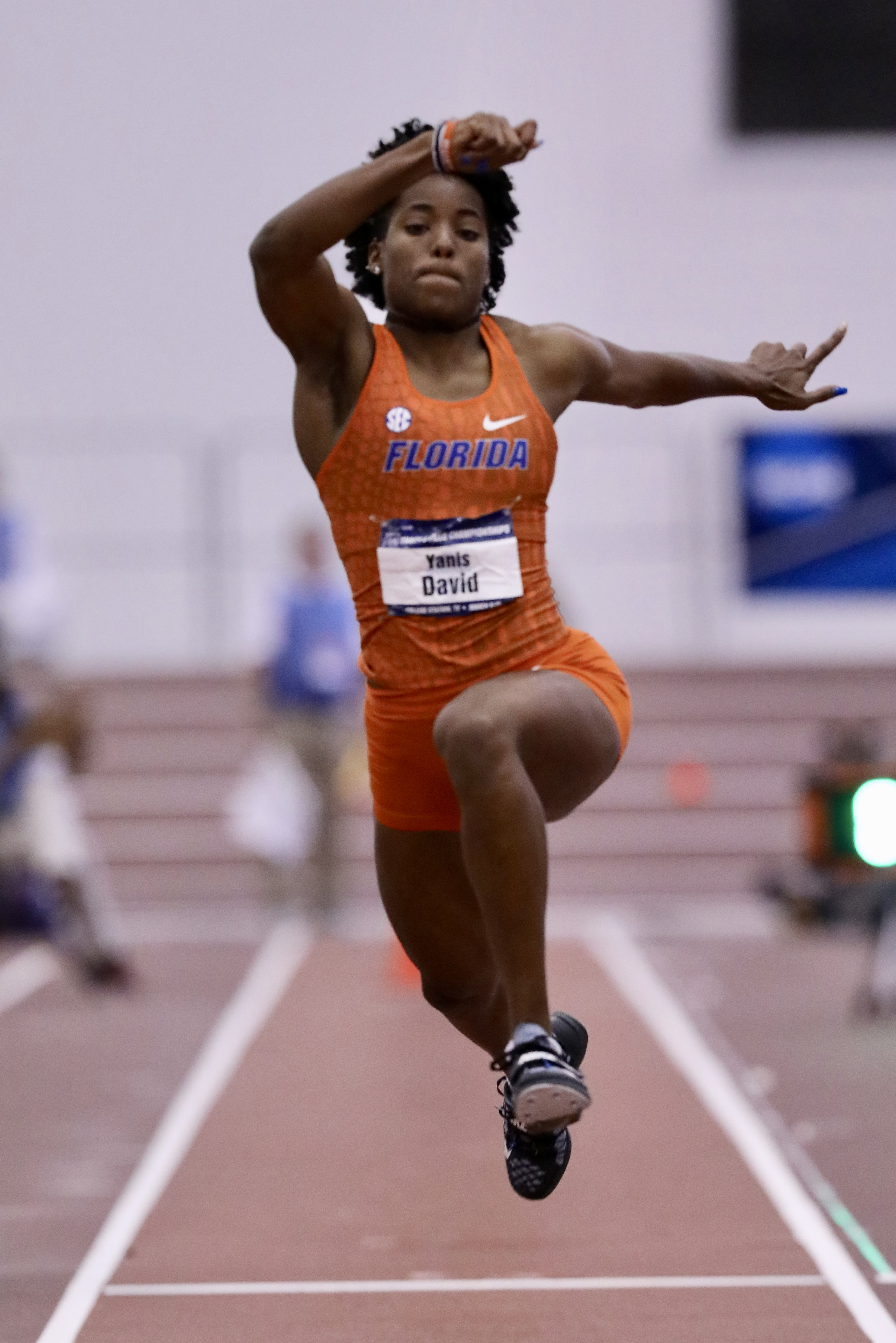
Yanis David – 6,27 m
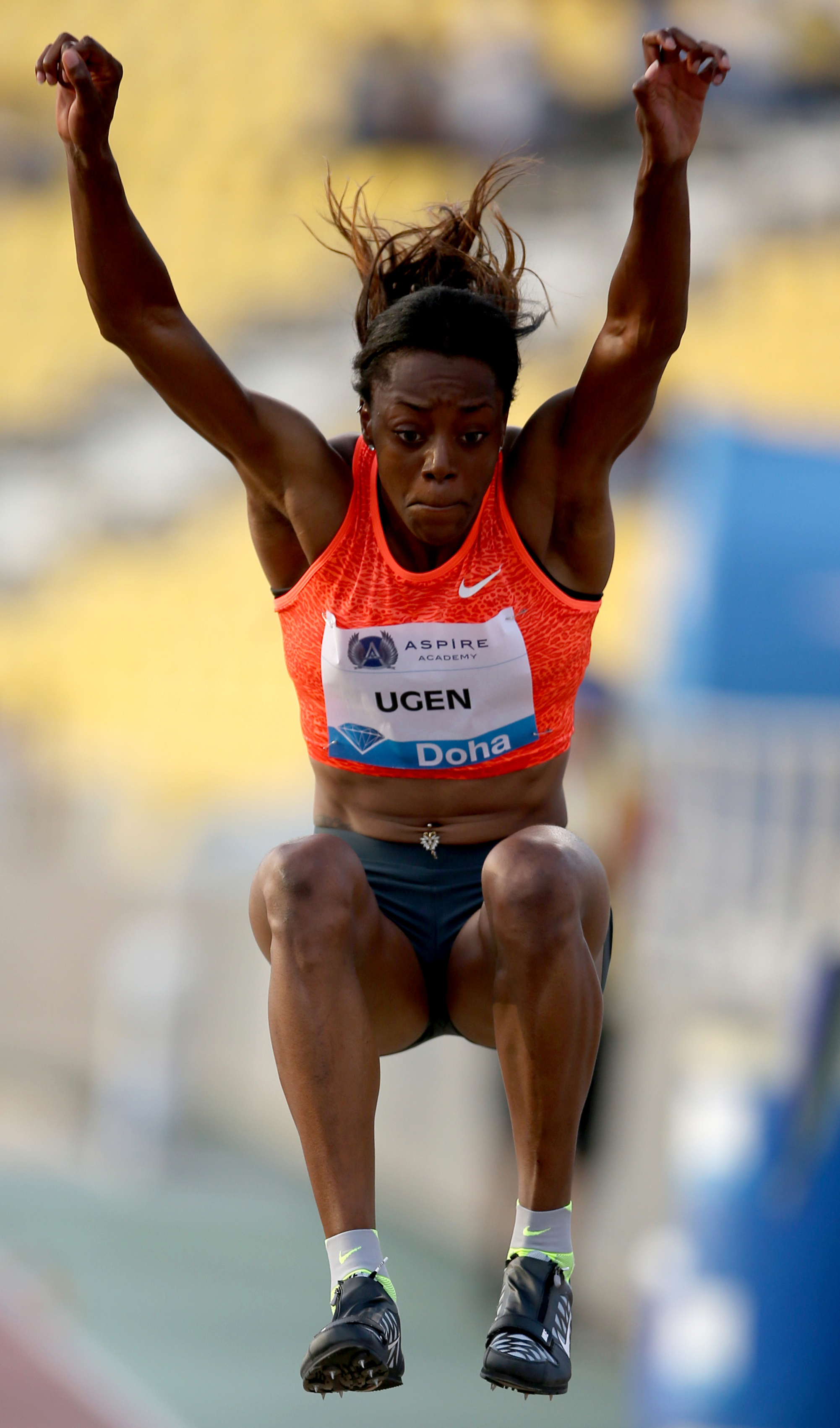
Lorraine Ugen – 6,05 m
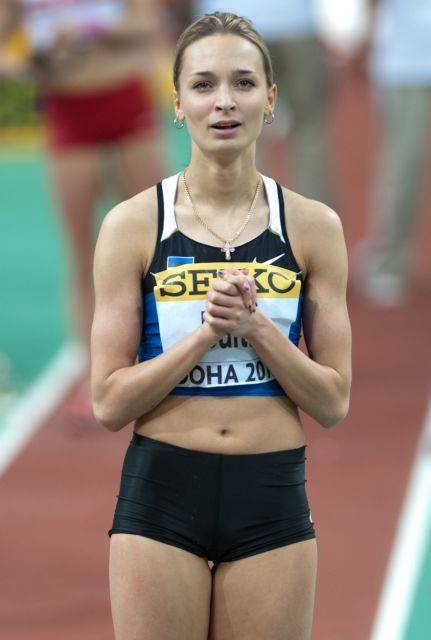
Ksenija Balta – kein gültiger Sprung

### Finale

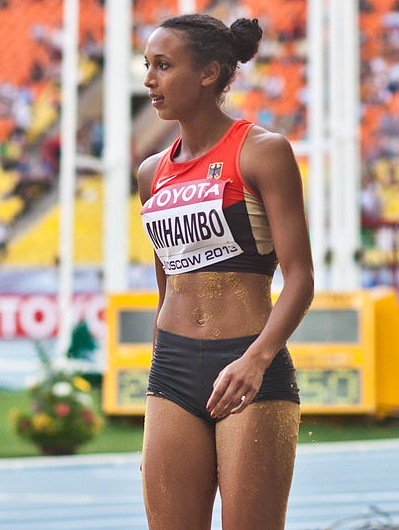
Mit ihrem letzten Versuch sprang die amtierende Welt- und Europameisterin Malaika Mihambo zu olympischem Gold

3. August 2021, 10:50 Uhr (3:50 Uhr MESZ)
| Platz | Name                    | Nation                   | 1. Versuch Wind (m/s) | 2. Versuch Wind (m/s) | 3. Versuch Wind (m/s) | 4. Versuch Wind (m/s)                         | 5. Versuch Wind (m/s)                         | 6. Versuch Wind (m/s)                         | Resultat (m) | Anmerkung |
| 1     | Malaika Mihambo         | Deutschland              | 6,83 / +1,3           | 6,95 / +0,6           | 6,78 / +0,3           | x                                             | x                                             | 7,00 / +0,1                                   | 7,00         | SB        |
| 2     | Brittney Reese          | USA                      | 6,60 / +0,2           | 6,81 / −1,2           | 6,97 / +0,1           | 6,87 / −0,6                                   | 6,95 / −0,7                                   | 6,84 / −0,2                                   | 6,97         |           |
| 3     | Ese Brume               | Nigeria                  | 6,97 / +0,4           | 6,67 / +0,3           | x                     | 6,88 / −0,6                                   | x                                             | 6,90 / −0,5                                   | 6,97         |           |
| 4     | Ivana Španović          | Serbien                  | 6,71 / +1,1           | 6,91 / −0,4           | 6,84 / +0,6           | x                                             | 6,63 / +0,2                                   | 6,72 / +0,3                                   | 6,91         |           |
| 5     | Maryna Bech-Romantschuk | Ukraine                  | x                     | x                     | 6,88 / +0,4           | x                                             | x                                             | x                                             | 6,88         |           |
| 6     | Tara Davis              | USA                      | 6,62 / −0,2           | 6,67 / +0,3           | 6,81 / +0,3           | 6,84 / +0,8                                   | 6,83 / +0,8                                   | 6,71 / +0,4                                   | 6,84         |           |
| 7     | Brooke Stratton         | Australien               | x                     | 6,52 / +0,3           | 6,83 / +1,2           | 6,24 / −0,1                                   | 6,62 / +0,3                                   | x                                             | 6,83         |           |
| 8     | Jazmin Sawyers          | Großbritannien           | x                     | 6,80 / +0,3           | 6,53 / +0,1           | 6,74 / −0,6                                   | x                                             | x                                             | 6,80         |           |
|       |                         |                          |                       |                       |                       |                                               |                                               |                                               |              |           |
| 9     | Khaddi Sagnia           | Schweden                 | 6,58 / −0,6           | 6,67 / −0,5           | 6,58 / +0,6           | nicht im Finale der besten acht Springerinnen | nicht im Finale der besten acht Springerinnen | nicht im Finale der besten acht Springerinnen | 6,67         |           |
| 10    | Tyra Gittens            | Trinidad und Tobago      | 6,30 / −0,3           | 6,60 / −1,6           | 6,53 / +0,1           | nicht im Finale der besten acht Springerinnen | nicht im Finale der besten acht Springerinnen | nicht im Finale der besten acht Springerinnen | 6,60         |           |
| 11    | Abigail Irozuru         | Großbritannien           | x                     | 6,51 / +0,9           | 6,27 / +0,4           | nicht im Finale der besten acht Springerinnen | nicht im Finale der besten acht Springerinnen | nicht im Finale der besten acht Springerinnen | 6,51         |           |
| 12    | Chantel Malone          | Britische Jungferninseln | 6,50 / +0,5           | 4,73 / +0,6           | 6,48 / +0,2           | nicht im Finale der besten acht Springerinnen | nicht im Finale der besten acht Springerinnen | nicht im Finale der besten acht Springerinnen | 6,50         |           |

Im Finale hatte jede Teilnehmerin zunächst drei Versuche, die Weiten der Qualifikationsrunde wurden nicht gewertet. Den besten acht Athletinnen standen im Anschluss drei weitere Versuche zu.
Enger und spannender hätte es kaum zugehen können in diesem Wettbewerb. Gegenüber standen sich hier die erfolgreichsten Weitspringerinnen der letzten Jahre. Schon in der Qualifikation hatte die Olympiadritte von 2016, zweifache WM-Dritte (2013/2015) und Europameisterin von 2016 Ivana Španović aus Serbien mit einem Sprung auf genau sieben Meter überzeugt. Die amtierende Welt- und Europameisterin Malaika Mihambo aus Deutschland, die nicht mehr die ganz große Form aus dem WM-Jahr 2019 hatte, stand der Serbin allerdings mit 6,98 m kaum nach. Drei weitere Athletinnen zählten zum engsten Favoritenkreis, dies waren die vierfache Weltmeisterin (2009/2011/2013/2017), Olympiasiegerin von 2012 und Olympiazweite von 2016 Brittney Reese aus den Vereinigten Staaten, die ukrainische Vizeweltmeisterin von 2019 und Vizeeuropameisterin von 2018 Maryna Bech-Romantschuk sowie die nigerianische WM-Dritte von 2019 Ese Brume.
Brume startete mit dem deutlich weitesten Sprung auf 6,97 m in dieses Finale. Mihambo war Zweite mit 6,80 m vor Španović (6,71 m). Im zweiten Durchgang wurden die Abstände enger. Mihambo steigerte sich auf 6,95 m, Španović auf 6,91 m. Reese lag mit 6,81 m auf Platz vier vor der Britin Jazmin Sawyers, der 6,80 m gelungen waren. In Runde drei zog Reese mit ihren 6,97 m gleich mit der führenden Brume und übernahm mit ihrem weiteren zweitbesten Versuch erst einmal die Spitze. Nach zwei ungültigen Sprüngen griff nun auch Bech-Romantschuk mit 6,88 m in das Geschehen ein, das reichte allerdings nur zu Platz fünf. Die Australierin Brooke Stratton verbesserte sich dahinter auf den sechsten Rang, nachdem sie 6,83 m erzielt hatte. Auch Tara Davis zog mit 6,81 m nun an Sawyers vorbei.
Jetzt standen die drei Finaldurchgänge der besten Acht an. Davis gelangen 6,84 m, womit sie sich um eine Position auf Rang sechs verbesserte – einen Zentimeter lag sie vor Stratton. Auch ganz vorne änderte sich etwas: Reese erzielte 6,87 m, Brume jedoch eroberte mit ihren 6,88 m die Führung zurück, denn sie hatte nun den um einen Zentimeter weiteren zweitbesten Sprung gegenüber Reese. Die US-Amerikanerin konterte mit ihrem fünften Sprung auf 6,95 m und war damit wieder auf Position eins. Bech-Romantschuk produzierte derweil nur noch ungültige Sprünge, was sich in der letzten Runde fortsetzte. Auch Mihambos Versuche in den Durchgängen vier und fünf waren ungültig, sie war weiterhin Dritte mit einem Rückstand von zwei Zentimetern auf die beiden Führenden und einem Vorsprung von vier Zentimetern vor Španović, die es nach Runde drei nicht mehr in die Bereiche von 6,80 m oder weiter schaffte.
Im letzten Durchgang musste die Entscheidung fallen. Auf den Rängen vier bis acht blieb es bei dem bisherigen Stand. Aber Mihambo als drittletzte Springerin verbesserte ihre Weite auf genau sieben Meter, das waren drei Zentimeter mehr als Reese und Brume zu Buche stehen hatten. Die Nigerianerin steigerte ihre zweitbeste Weite zwar noch einmal auf 6,90 m, konnte damit jedoch weder an Reese noch an Mihambo vorbeiziehen. Ese Brume gewann Bronze in diesem hochspannenden Wettbewerb. Brittney Reese sprang mit 6,84 m auch noch einmal weit, verbesserte sich damit aber nicht mehr, für sie gab es die Silbermedaille. Olympiasiegerin mit hauchdünnem Vorsprung wurde mit ihrem letzten Sprung Malaika Mihambo.
Es war das erste olympische Weitsprung-Finale in der Leichtathletikgeschichte, in dem acht Frauen die Marke von 6,80 m übertrafen.

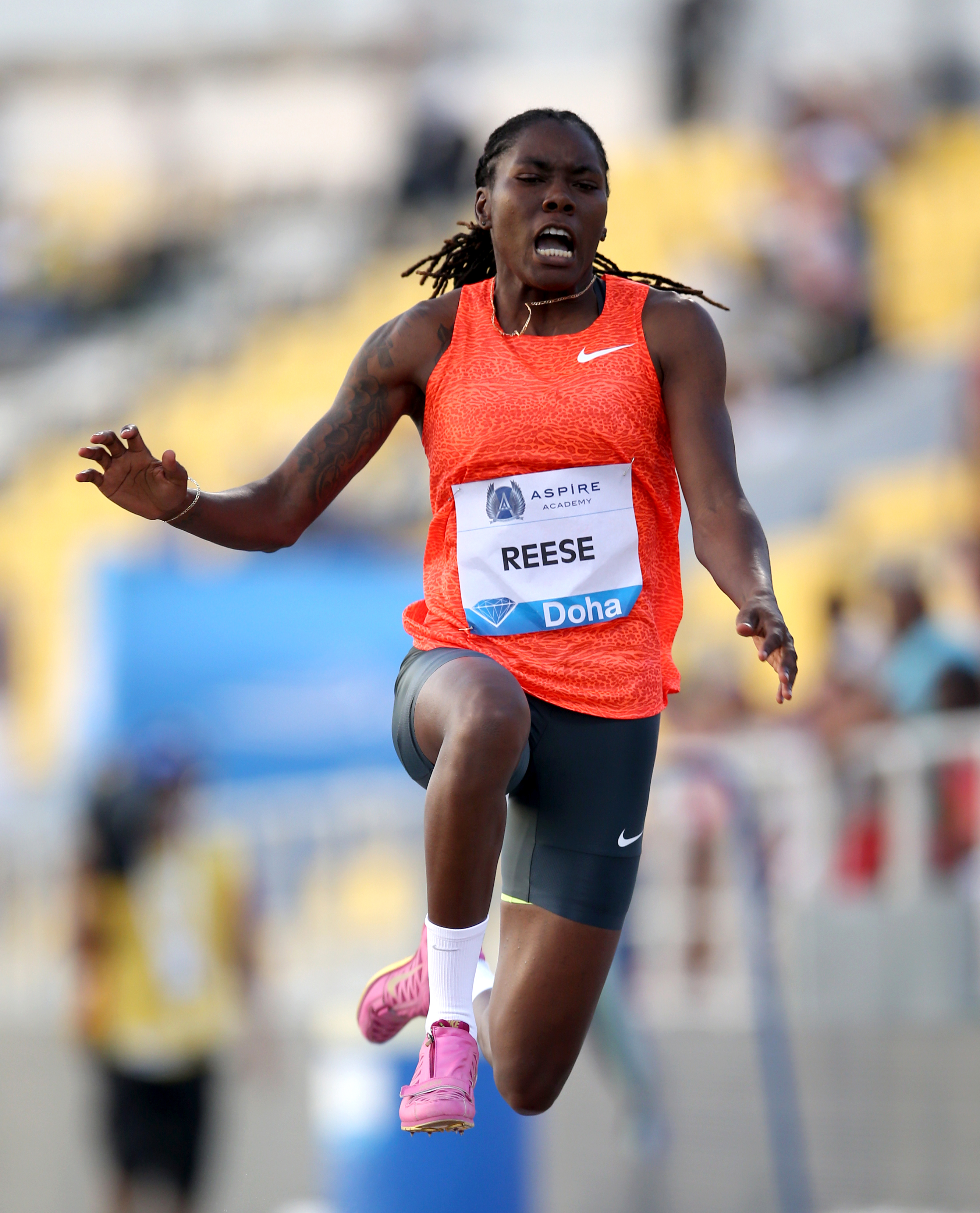
Wie 2016 gab es Silber für die vierfache Weltmeisterin (2009/2011/2013/2017) und Olympiasiegerin von 2012 Brittney Reese
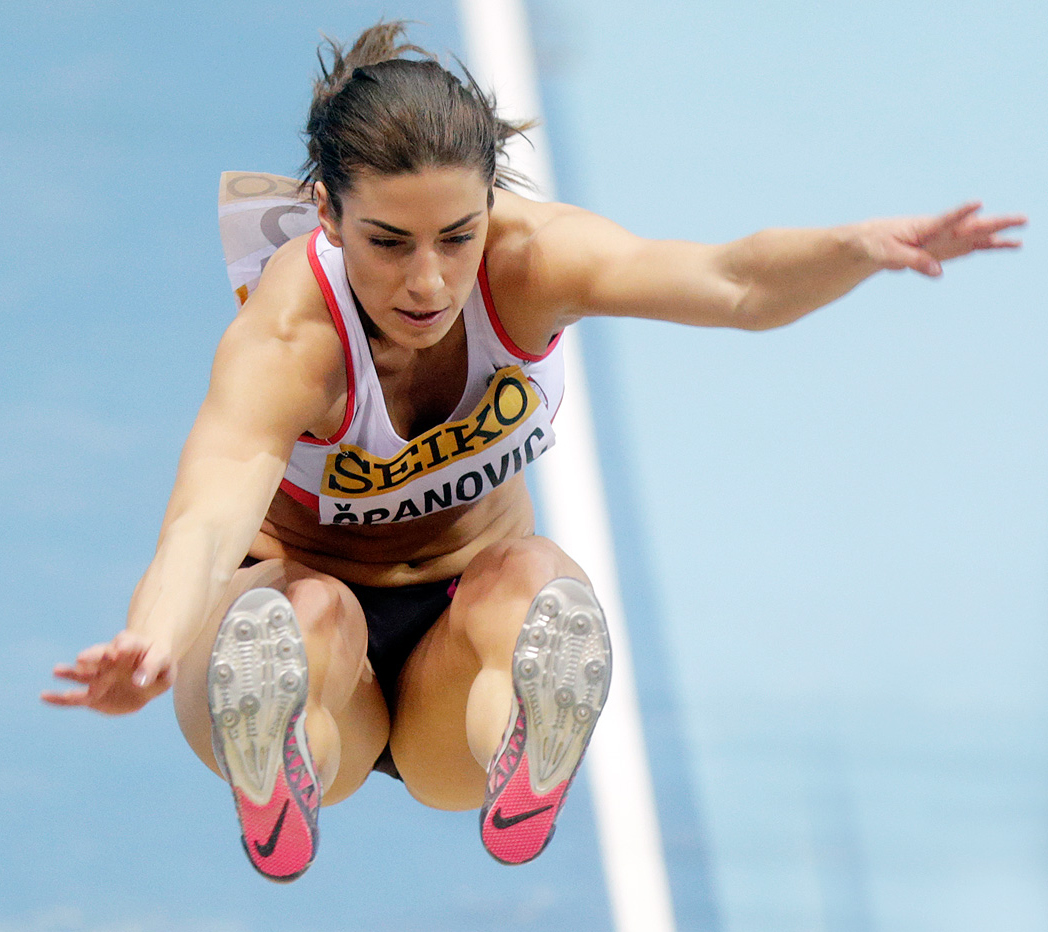
Um sechs Zentimeter verpasste Ivana Španović eine Medaille – mit ihrem Sprung aus der Qualifikation von genau sieben Metern wäre sie im Kampf um Gold mit dabei gewesen
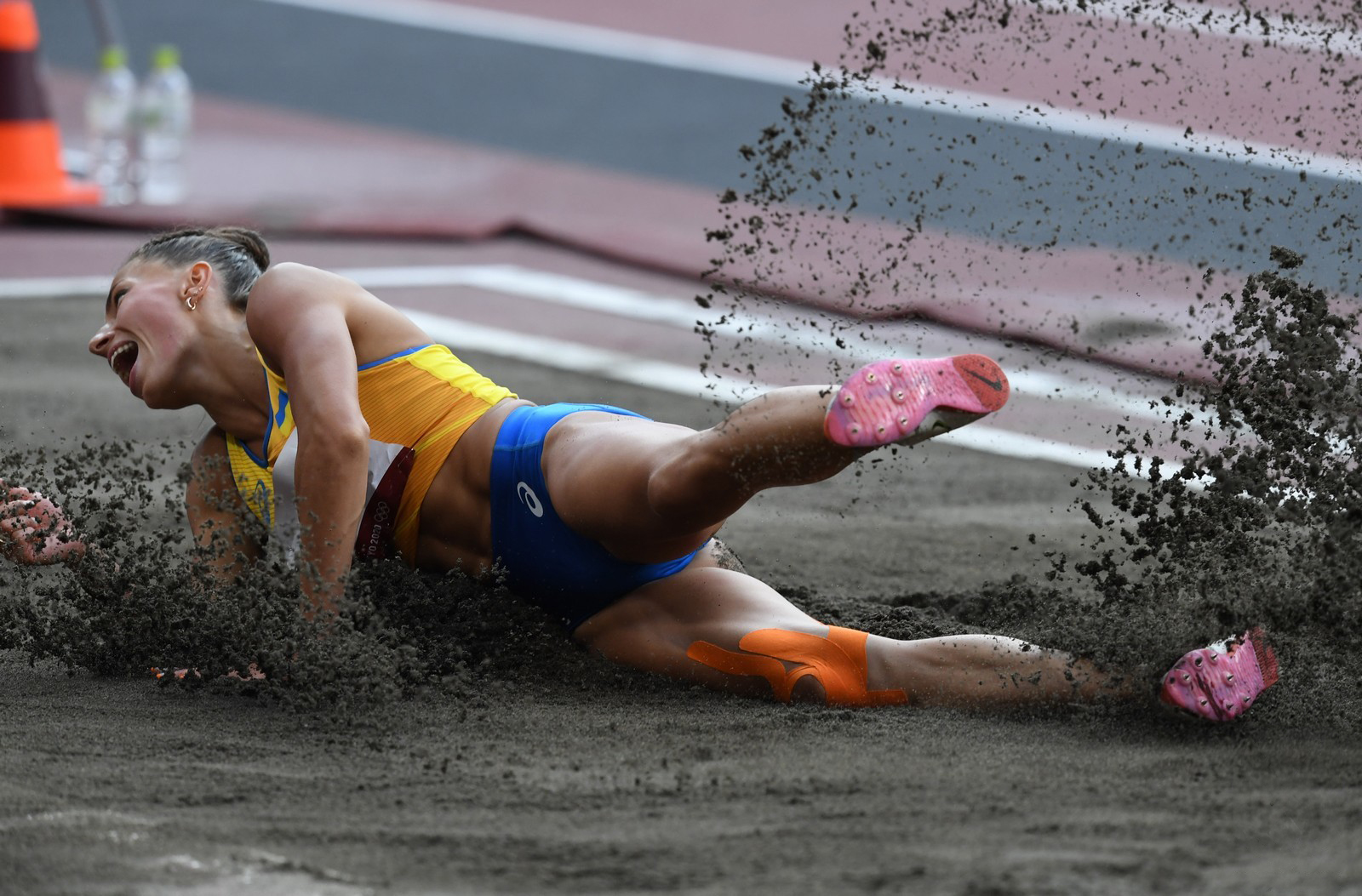
Mit einem einzigen im Finale gültigen Sprung belegte Maryna Bech-Romantschuk Rang fünf

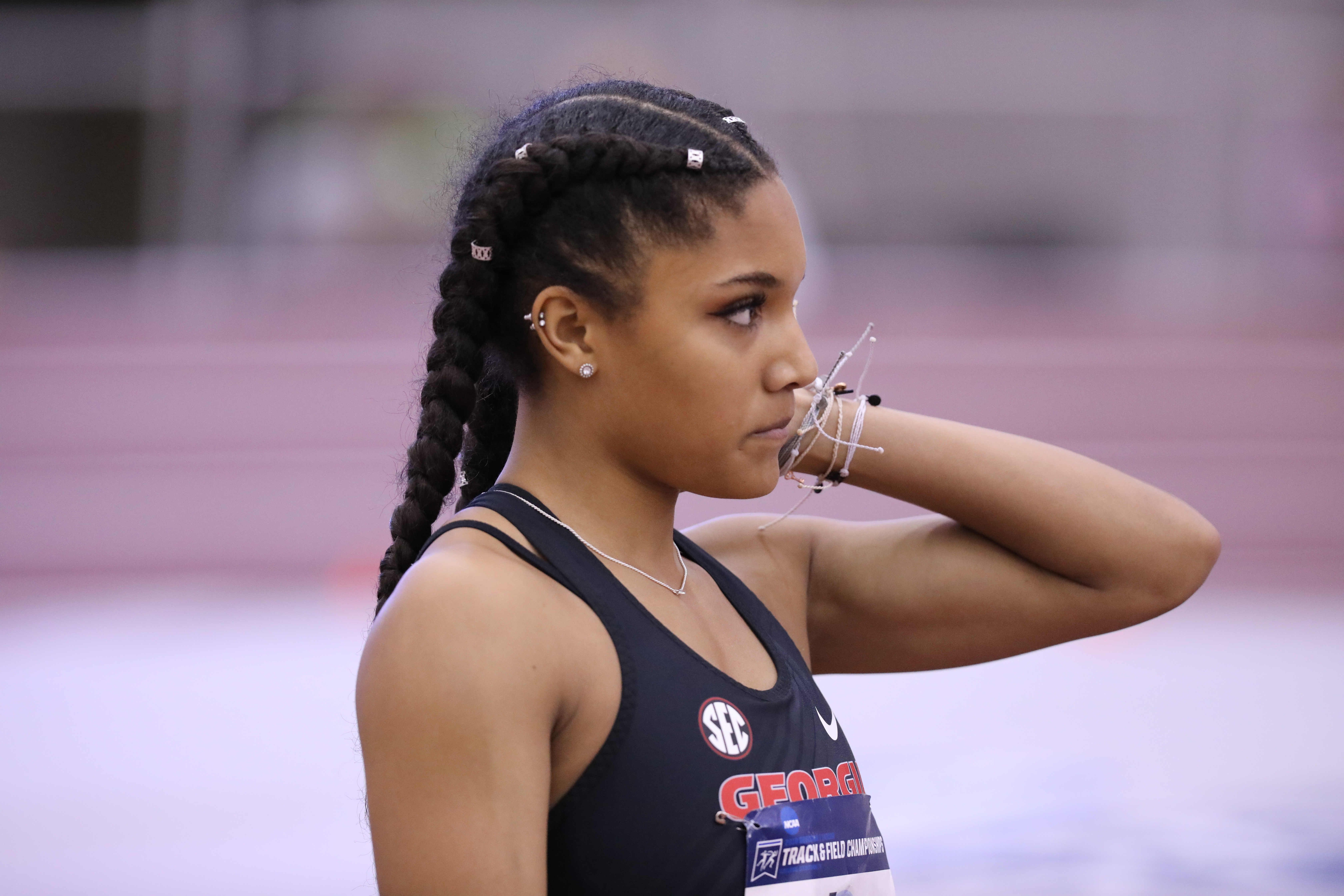
Tara Davis kam auf den sechsten Platz
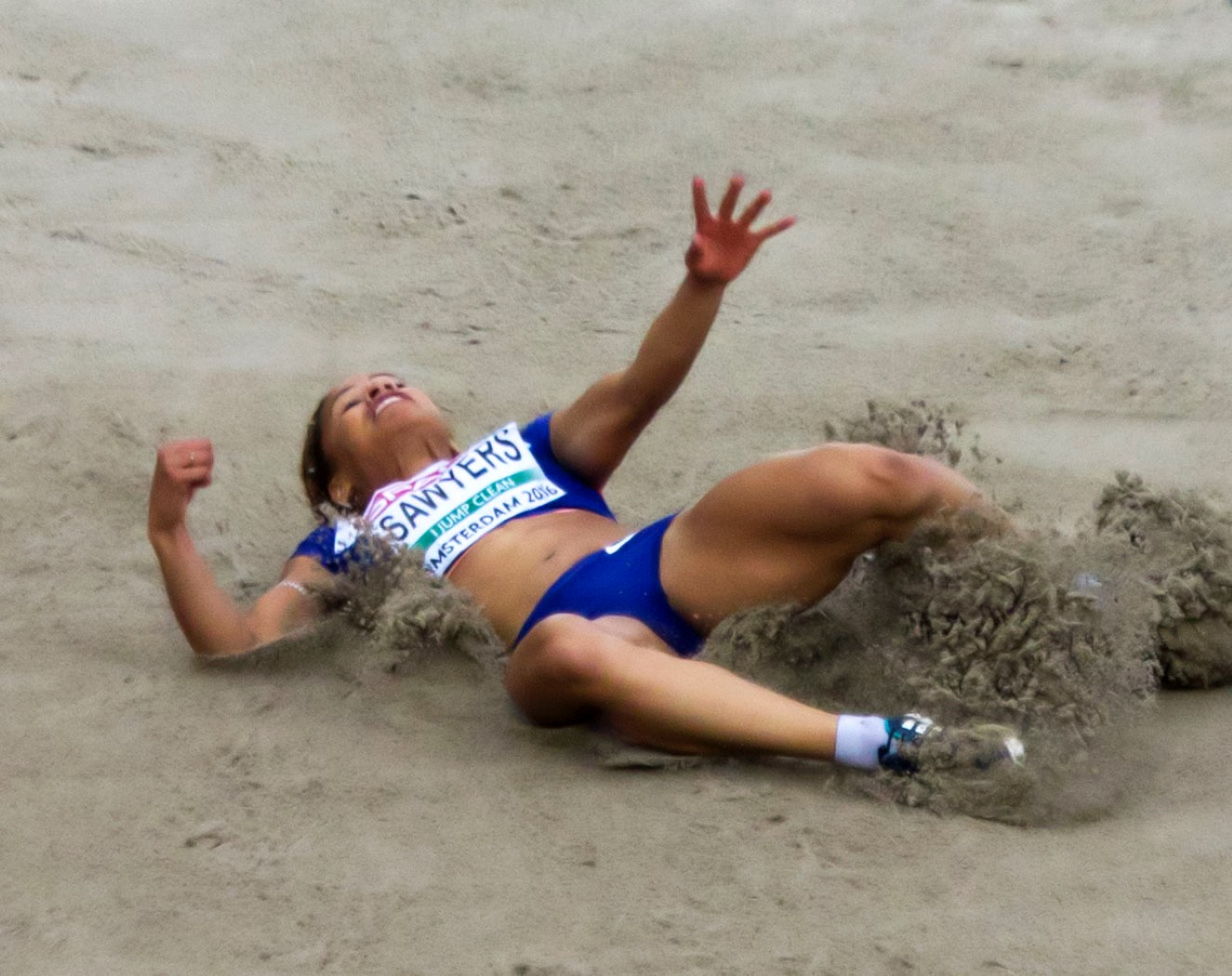
Die Olympiaachte Jazmin Sawyers
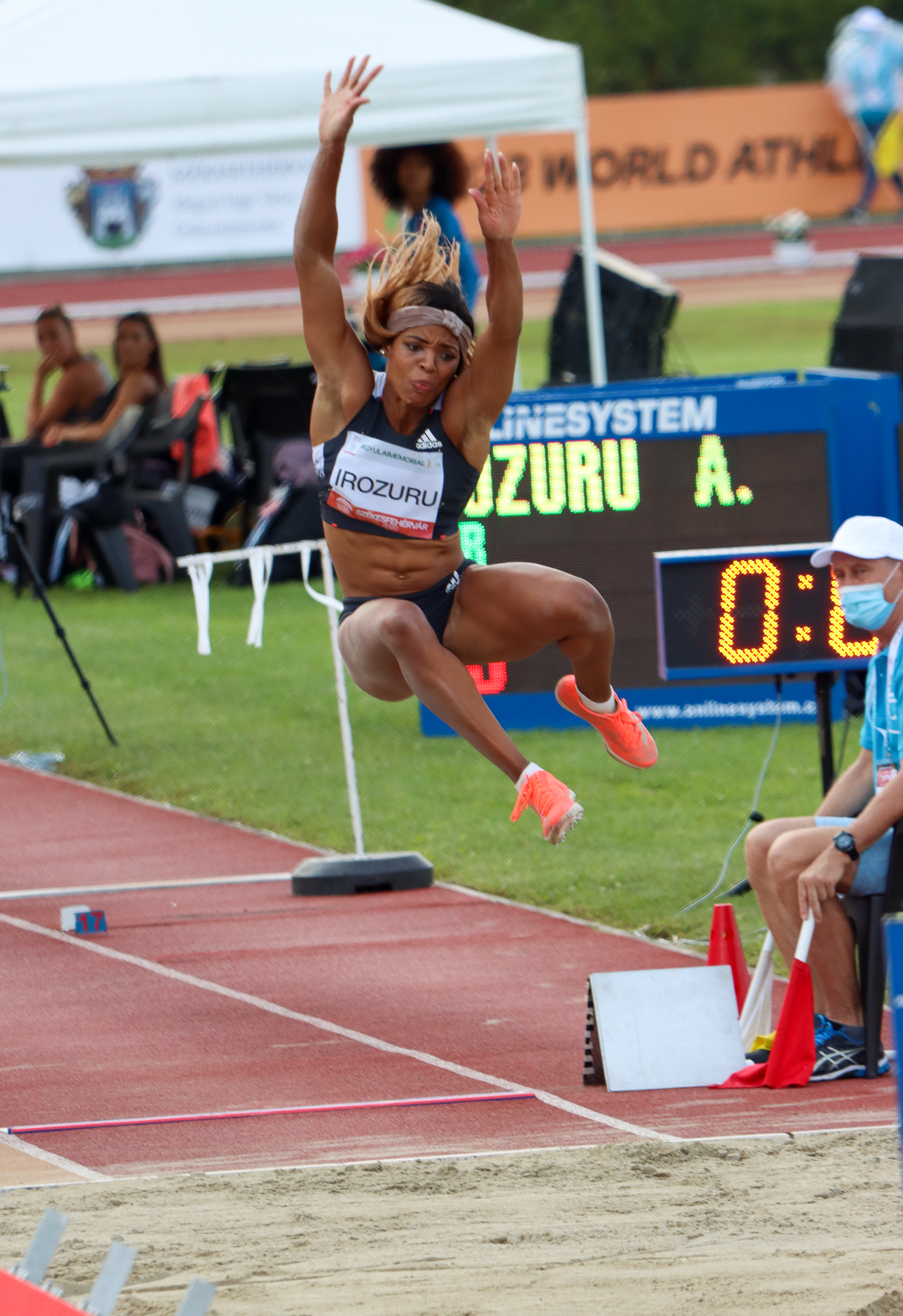
Abigail Irozuru erreichte Platz elf
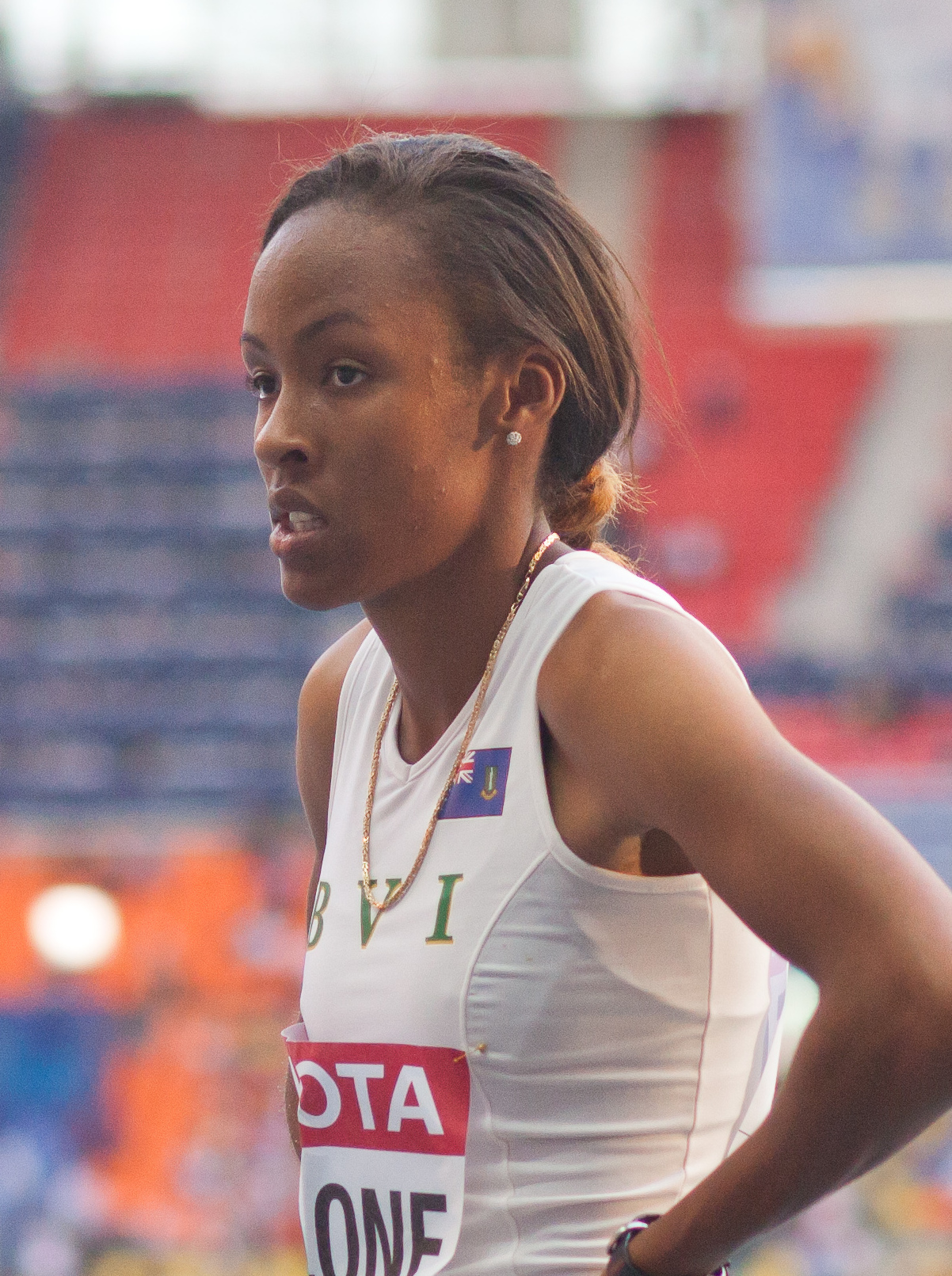
Rang zwölf für Chantel Malone

## Video
- Women's Long Jump Final, Tokyo Replays, youtube.com, abgerufen am 5. Juni 2022